# Manuel III de Trébizonde
Manuel III de Trébizonde ou Manuel III Grand Comnène est empereur de Trébizonde ayant régné de 1390 à 1417. Il est né le 13 décembre 1364 et mort le 5 mars 1417. Il est le fils d'Alexis III Comnène. Son règne s’inscrit dans un contexte de conflit entre l'empire mongol et les Ottomans, deux puissances étrangères pouvant représenter un risque pour l'empire de Trébizonde. Durant son règne s'inscrivent aussi les conflits entre les Génois et les Vénitiens.

## Origines
Manuel III est originaire de la famille des Comnènes, soit une famille d'origine italienne ayant régné sur l'empire byzantin dès 1057 à la suite d'un coup d'État dans lequel Michel VI Stratotikios, un logothète succédant à la dernière impératrice de la dynastie macédonienne Théodora, est renversé. Le général Isaac Comnène sera couronné à Constantinople le 1er septembre 1057. La famille Comnène régnera sur Byzance jusqu'en 1185 alors qu'une révolte au milieu de la population renversera l'empereur Andronic Comnène; Isaac Ange est acclamé empereur.
Lors de la chute de Constantinople en 1204 par les croisés, de nombreux grécophones supportent mal la présence des Latins et décident de quitter les territoires occupés par ces derniers pour fonder des États byzantins disparates avec l'aide des populations locales, ce qui mènera à la création des empires de Nicée et de Trébizonde. Les deux petits-fils d'Andronic Comnène, Alexis et David, à la suite de la chute de leur grand-père, seront recueillis par leur tante Thamar de Géorgie et rassembleront une armée ibérienne afin de marcher sur Trébizonde en 1204, peu de temps après la prise de Constantinople par les croisés. David et Alexis seront rapidement joints par les Géorgiens et seront également aussitôt appuyés par les populations locales de Trébizonde, autochtones et grécophones, qui les voient comme des sauveurs. En effet, les populations locales, ayant peur d'une éventuelle conquête étrangère et voyant la famille Ange comme des usurpateurs, acceptent l’ascension un empereur byzantin dans la personne d'Alexis. Pour assurer leur légitimité et réaffirmer la royauté de leur famille, ils se feront appeler Grands Comnènes.
Ceux-ci vont s'emparer de plusieurs territoires tels que Sinope et Héraclée dans le but de reconquérir Byzance. Toutefois, leur expansion sera freinée par Théodore 1er Lascaris, souverain de l'empire de Nicée, un État rival ayant également des objectifs de reconquête. Alors que David Comnène conclura une alliance avec l'empereur latin Henri I, Théodore Lascaris s'alliera avec les Seldjoukides, qui tentaient d'accéder à la mer. Les Grands Comnènes perdirent plusieurs territoires tels que Hércalée et la Paphlagonie et Alexis sera capturé. En échange de sa libération, Trébizonde dut céder Sinope au sultan seldjoukide de la région de Konya.
Bien que les Grands Comnènes n'aient pas pu restaurer l'empire, ils ont tout de même été capables de former un État, ont maintenu les traditions byzantines et ont préservé le titre impérial. Les Comnènes feront des alliances matrimoniales avec la famille des Paléologues de l'empire latin. L'empire de Trébizonde est appelé empire davantage par sa constitution que par son étendue territoriale et est un des derniers bastions de la culture proprement byzantine. Les Comnènes, famille très croyante, choisiront comme saint patron Eugène, un martyr du IIIe siècle ayant contribué à protéger l'empire contre les ennemis.

## Veille du règne de Manuel III
Afin de protéger l'empire contre de puissants voisins, les Comnènes de Trébizonde durent accepter de nombreuses contraintes afin d'éviter la destruction de leur petit empire. En effet, les empereurs de Trébizonde ont accepté, par nécessité, de devenir tributaires des Mongols et plusieurs princesses de Trébizonde ont marié des émirs turcomans dans le but de conclure des alliances contre les Ottomans et les Mongols.
Tout au long du XIIe siècle, l'empire de Trébizonde sera secoué par des querelles internes ainsi que des menaces provenant de l'extérieur, notamment des Ottomans. C'est dans ce contexte que Manuel III arrive au pouvoir.

## Règne
Manuel III est le troisième enfant, deuxième fils d'Alexis III et de Théodora Cantacuzène. Il succède à son père, Alexis III. Manuel III reçoit le titre d'empereur en 1376 à l'âge de 12 ans. En effet, son frère plus âgé, Basile, est mort avant d'avoir pu recevoir le titre d'empereur.
À la mort de son père Alexis III en 1390, Manuel III accède au trône de Trébizonde. Son règne s'insère dans un contexte de guerre entre les Mongols et les Ottomans, deux puissantes menaces pour Trébizonde. En effet, Manuel III hérite d'un territoire plutôt réduit ce qui le place dans une position précaire. La menace ottomane se fera sentir alors que Bayezid étendra davantage ses frontières au point de les rapprocher grandement de Trébizonde, qui se trouve désormais exposé à des attaques de la flotte ottomane. De plus, le beau-frère et vassal de Manuel III, Kara Youlouk, fut défait par Bayezid qui, par la conquête des terres de Samsûn, crée une frontière commune avec Trébizonde. Cette situation poussa Tamerlan, chef conquérant des Tatars-Mongols, à consolider sa position sur Trébizonde à son avantage pour freiner l'expansion de Bayezid.
À l’arrivée du conquérant Tamerlan dans la région, Manuel s’allie à lui et devint son vassal. Il n'est toutefois pas certain à quel moment Trébizonde devient vassal de Tamerlan; mais il est estimé que c'est lors de la campagne de l'armée des Tatars en Géorgie dans le but d'attaquer Trébizonde en 1400. Manuel réagira en envoyant son armée de mercenaires bloquer le passage dans les montagnes. L'armée de Manuel s'est toutefois retrouvée en position délicate en faisant face aux guerriers tatars expérimentés. Manuel dut s'en sortir en usant de diplomatie plutôt que de tactiques militaires. Grâce à des négociations, Manuel parvint à freiner les Tatars en échange de devenir vassal et de payer un tribut à l'empire mongol en plus de placer la gestion de Trébizonde entre leurs mains. Tamerlan y placera son neveu.
Lorsque Tamerlan décide d'attaquer les troupes de Bayezid, il demandera à Manuel III d’être chef d'un contingent en plus de lui ordonner de fournir des soldats qui se battront aux côtés des armées tatares pour repousser les Ottomans. Tamerlan inflige une sévère défaite aux Turcs Ottomans à la bataille d'Ankara en 1402, pour le plus grand profit de Trébizonde, menacée par l’expansion des Ottomans. Il n'est toutefois pas certain que Manuel était présent lors de la bataille d'Ankara. Il a toutefois pu être considéré néanmoins, par ses contemporains chrétiens qui détestaient Bayezid, comme un héros de guerre et comme un bon empereur chrétien ayant permis de vaincre les Ottomans, qu'il ait participé à la bataille ou non.
S'ensuit une période plus tranquille pour l'empire de Trébizonde. En effet, la défaite de Bayezid déclenchera une guerre civile au sein de l'empire ottoman entre les successeurs du sultan, ce qui mettra Trébizonde à l'abri des menaces ottomanes. Toutefois, la défaite des Ottomans permit aux princes turcomans ayant été annexés par Bayezid de retrouver leur indépendance. Les plus menaçants sont les clans du Mouton Noir et du Mouton Blanc. De plus, la mort de Tamerlan en 1405 signifie aussi la fin de l'empire turco-mongol, ce qui permet aux Turcomans du Mouton Noir de prendre des territoires à la frontière de Trébizonde. Ceci placera ces clans en rivalité avec des alliés de Manuel, notamment son beau-frère Kara Youlouk.

### Diplomatie
L’ambassadeur espagnol Ruy Gonzáles de Clavijo, envoyé par le roi Henri III de Castille est reçu par Manuel. Clavijo, en mission pour aller rencontrer Tamerlan à Samarkand, passera par Trébizonde et écrira un récit sur son séjour dans cet empire. Lors de son voyage à travers Trébizonde en avril 1404, il écrivit ce qui suit :

« L’empereur et son fils revêtaient des robes impériales. Ils portaient sur leur tête de grands chapeaux surmontés de cordes d’or, sur lesquelles se trouvaient des plumes de grues ; les chapeaux étaient liés avec des peaux de martres… Cet empereur paye un tribut à Timur Beg, et aux autres Turcs, qui sont des voisins. Il est marié à une proche parente de l’empereur de Constantinople, et son fils est marié à la fille d’un chevalier de Constantinople, et deux petites-filles. »

Les récits de Clavijo deviendront une des sources les plus détaillées pour l'étude de l'histoire de l'empire de Trébizonde. Clavijo amènera une description de Manuel et de sa famille, mais aussi de la cité de Trébizonde, qu'il illustre comme une ville forte, magnifique, avec des châteaux appartenant aux Génois et aux Vénitiens
Manuel III entretenait  des relations avec les marchands vénitiens et génois. Toutefois la rivalité opposant les deux cités italiennes forcera Manuel à s'associer davantage avec les Vénitiens, au détriment de ses relations avec les Génois. Ses relations avec les Vénitiens étaient très bonnes. Ces derniers, installés depuis longtemps, bénéficieront, sous le règne de Manuel III, de nombreux privilèges. En effet, il fera, en 1391 un traité confirmant les privilèges des Vénitiens et réduisant leurs tarifs dans l'empire. En 1396, il signera un autre traité donnant davantage de privilèges aux Vénitiens: ceux-ci auront le droit de fixer eux-mêmes leurs tarifs en plus d'avoir le droit d'avoir leurs propres églises, banques et institutions judiciaires dans l'empire.
Avec les Génois, rivaux des Vénitiens, les relations se détérioreront puisque Manuel, en 1416, tentera de corrompre un officier génois, ce à quoi ces derniers répliqueront en l'accusant de tentative de corruption ou "d'innovation non justifiée contre les Génois et leur château". Cette affaire prendra suffisamment d'ampleur pour que les Vénitiens, pourtant alliés, signent un décret interdisant à leurs bateaux d'aller à Trébizonde.

### Implications religieuses
Manuel, comme son père, s’intéresse de près aux édifices religieux. L’année de sa succession, il présente une croix ornée supposée contenir une relique sacrée (staurothèque), un morceau de la croix sur laquelle Jésus-Christ fut crucifié, au monastère de Sumela. C'est aussi durant son règne qu'aura été construite l'église Saint-Théodore. Manuel III sera toutefois accusé de simonie après avoir tenté de corrompre un patriarche en lui offrant des pots-de-vin lors de l'élection d'un ecclésiaste. En effet, il sera accusé d'avoir tenté d'arranger le processus électoral dans le but de favoriser l'élection du hiéromoine Syméon en tant que métropolite de la ville. Durant le règne de Manuel furent construites de nombreuses églises arméniennes. Cette tolérance envers les Arméniens, dans un contexte de menace ottomane, permis aux empereurs Comnènes, dont Manuel III, de ne pas se mettre à dos les populations arméniennes, nombreuses sur le territoire de Trébizonde.

### Monnaie
De la monnaie aurait été frappée durant le règne de Manuel III. En effet, des pièces en cuivre et en argent proviennent de la période durant laquelle il a régné. Sur ces pièces est représenté Manuel en habit impérial, parfois tenant des objets comme une croix, un sceptre ou un globe, parfois debout, parfois chevauchant un cheval. Eugène le saint patron de la ville et divers autres symboles comme un aigle à une ou deux têtes et une croix sont aussi représentés sur les pièces de monnaie de Manuel III.

### Mort
Manuel III serait mort en 1417. Bien que certaines sources[Lesquelles ?] fassent état de sa mort en 1412, les chroniques relatent qu'il aurait régné durant 27 ans. De plus, un autel arménien datant de 1415 indique qu'il aurait été érigé sous le règne de Manuel III (source de cette information ?), ce qui rend beaucoup plus plausible son décès en 1417. Certains avancent l'idée que son fils Alexis IV soit impliqué dans sa mort.

## Union et postérité

### Unions
Manuel III avait épousé en 1378 Goulkan-Khatoun rebaptisée par le nom grec Eudocie. morte le 2 mai 1395, elle était la fille du roi David IX de Géorgie et avait été d'abord fiancée à son demi-frère le prince Andronic Comnène, mort en 1376. Manuel aura trois enfants avec elle, dont son fils et successeur Alexis IV. Après la mort d'Eudocie, Manuel épousera Anne Philantropène de Constantinople, avec qui il n'aura aucun enfant.
Manuel avait plusieurs alliances de vassalité avec des territoires connexes. Entre autres, le territoire de Saint-Nikias, fief du neveu de Manuel III Arsamir, l'émir de Limnia. Il avait aussi une suzeraineté sur Léo Kabasites, duc contrôlant la route entre Trébizonde et l'Arménie. Ce duc, membre de la famille des Cantacuzènes, était lié à Manuel car ces deux familles étaient liées par le mariage. En effet, l'émir de Chaldyia, membre de cette famille, a marié la fille de Manuel alors que son père avait épousé la tante de Manuel. La loyauté de Léo Kabasites est toutefois incertaine  puisque celui-ci semblait exiger un tribut à tous les voyageurs qui passent sur ses terres, même pour les Mongols, suzerains de Trébizonde. Clavijo décrit que les nobles de l'empire semblent enclins à l'insubordination et à l'avidité. Le contrôle de Manuel sur ses nobles semble donc limité.
La sœur de Manuel III, Anne (née en 1357) aurait été mariée à Bagrat IV, roi de Géorgie tandis que son autre sœur, nommée Eudocée, aurait marié le bey de Canik.

### Postérité
Manuel III aura un fils, Alexis IV. Ce fils héritera des relations que Manuel lui aura laissées. En effet, il héritera du conflit que Manuel avait déclenché avec les Génois. Ces derniers décideront d'attaquer Trébizonde, de prendre un monastère et de le convertir en forteresse. Alexis décidera, pour apaiser les tensions, de leur verser une indemnité pour la guerre. Toutefois, son incapacité à remplir ses engagements envers les Génois, notamment sur la réparation d'un château, poussera les officiers génois à ordonner le départ de leurs sujets hors de l'empire en plus de mettre fin à tout échange avec Trébizonde.
Alexis IV sera marié à une princesse Cantacuzène nommée Théodora. Durant son règne, le retrait des Ottomans permit aux clans turcomans de retrouver leur indépendance. Afin de se prémunir contre d'éventuelles menaces, Alexis IV fera usage de diplomatie et décidera de conclure des alliances matrimoniales avec les différents chefs des clans voisins. Il mariera une de ses filles à Jihan Shah, chef du Mouton Noir, une autre à Ali Beg, chef du Mouton Blanc. En fait, toutes les alliances matrimoniales que fera Alexis sont en lien avec les intérêts de l'empire de Trébizonde. En effet, une autre de ses filles sera mariée à l'empereur byzantin Jean VIII Paléologue; une autre fille sera mariée à George Brankovic de Serbie; ses deux fils seront mariés respectivement à des princesses de Géorgie et de Crimée tandis qu'un autre fils mariera une fille d'une famille génoise, les Gattilusio.
Les documents font état d'un certain fils nommé Basile qui serait né en 1382. L'identité de ce personnage est toutefois incertaine et floue. Alors que certains croient qu'il s'agit de l'ancien nom d'Alexis IV, qui aurait changé de nom à la suite du décès de son grand-père, Alexis III. Par contre, d'autres historiens croient qu'il pourrait s'agir du fils déshérité de Manuel III dont parle Clavijo dans son récit.